# Emil Boc
Emil Boc (wym. [eˈmil ˈbok]; ur. 6 września 1966 w Răchițele w okręgu Kluż) – rumuński polityk, nauczyciel akademicki i działacz samorządowy, premier Rumunii w latach 2008–2012, burmistrz miasta Kluż-Napoka w latach 2004–2008 i od 2012, przewodniczący Partii Demokratyczno-Liberalnej (do 2007 Partii Demokratycznej) od 2005 do 2012.

## Życiorys

### Działalność do 2008
Emil Boc w 1991 został absolwentem wydziału filozofii i historii, a w 1995 wydziału prawa Uniwersytetu Babeș-Bolyai w Klużu-Napoce. W 2000 uzyskał na tej uczelni doktorat z nauk politycznych i filozofii politycznej.
W latach 1991–1993 pracował jako nauczyciel w jednostce szkolnej Școala Normală „Gheorghe Lazăr” w Klużu-Napoce. W latach 1993–1994 był asystentem na Wydziale Historii Współczesnej i Nauk Politycznych, a w latach 1994–1997 na Wydziale Nauk Politycznych i Administracyjnych macierzystej uczelni. W 1997 objął tamże stanowisko lektora. Odbywał staże naukowe na uczelniach w Stanach Zjednoczonych i Belgii.
W latach 2000–2004 wchodził w skład Izby Deputowanych z ramienia Partii Demokratycznej. Od 2003 do 2004 był przewodniczącym klubu parlamentarnego PD. W 2004 objął stanowisko burmistrza Klużu-Napoki, po sukcesie wyborczym m.in. nad prawicowym nacjonalistą Gheorghem Funarem z Partii Wielkiej Rumunii, rządzącym miastem przez 12 lat. W drugiej turze głosowania pokonał również kandydata Partii Socjaldemokratycznej Ioana Rus. W mieście, w którym 20% mieszkańców stanowili Węgrzy, często dochodziło do napięć na tle etnicznym. Za rządów Emila Boca problemy te zmalały. W przeciwieństwie do swego poprzednika nie eksponował na ulicach rumuńskich flag państwowych oraz nie nakazywał malowania ławek parkowych w barwy narodowe. W wyborach lokalnych w czerwcu 2008 uzyskał reelekcję już pierwszej turze, zdobywając 76,2% głosów poparcia. Ze stanowiska zrezygnował wkrótce po objęciu urzędu premiera na początku 2009.
Po zwycięstwie Traiana Băsescu w wyborach prezydenckich Emil Boc w grudniu 2004 został pełniącym obowiązki przewodniczącego Partii Demokratycznej. W 2005 objął formalnie kierownictwo tego ugrupowania. Pod jego przewodnictwem w grudniu 2007 doszło do zmiany nazwy PD na Partię Demokratyczno-Liberalną, a w styczniu 2008 do akcesu do PDL Partii Liberalno-Demokratycznej Theodora Stolojana.

### Premier
W wyborach parlamentarnych z 30 listopada 2008 Partia Demokratyczna-Liberalna uzyskała 115 mandatów w 334-osobowej Izbie Deputowanych – o jeden więcej niż Partia Socjaldemokratyczna, chociaż zdobyła o około 50 tysięcy mniej głosów niż socjaldemokraci. 10 grudnia 2008 prezydent Traian Băsescu powierzył Theodorowi Stolojanowi misję sformowania nowego gabinetu. 14 grudnia 2008 PDL oraz Partia Socjaldemokratyczna podpisały protokół przewidujący utworzenie wspólnego rządu.
15 grudnia 2008 Theodor Stolojan zrezygnował z misji utworzenia gabinetu, wyrażając swoje przekonanie o konieczności przekazania sterów władzy młodszemu pokoleniu. Tego samego dnia prezydent desygnował na premiera Emila Boca.
18 grudnia 2008 Emil Boc przedstawił skład swojego 20-osobowego gabinetu, który utworzyło 10 przedstawicieli PDL oraz 10 przedstawicieli PSD. 22 grudnia 2008 parlament, głosami 324 za i 115 przeciw, udzielił poparcia nowemu rządowi.
Pod koniec września 2009 w koalicji doszło do kryzysu zakończonego opuszczeniem gabinetu przez PSD. 28 września 2009 Emil Boc ogłosił plan zdymisjonowania wywodzącego się z socjaldemokratów ministra spraw wewnętrznych Dana Nicy i wezwał PSD do mianowania jego następcy w ciągu 24 godzin. Zarzucił ministrowi nieradzenie sobie z zapewnieniem bezpieczeństwa w kraju oraz oskarżanie rządu o dokonywanie fałszerstw przy nadchodzących wyborach prezydenckich. PSD odrzuciła wezwanie premiera i wezwała go do anulowania swojej decyzji. Z inicjatywą złagodzenia sporu wystąpił prezydent Traian Băsescu, który zaproponował powołanie na stanowisko ministra osoby niezwiązanej z żadną z partii. 1 października 2009 Emil Boc zdymisjonował Dana Nicę, a tymczasowym ministrem spraw wewnętrznych mianował Vasile Blagę. W odpowiedzi, tego samego dnia, PSD ogłosiła wyjście koalicji rządowej, a jej wszyscy ministrowie podali się do dymisji. Ich teki przejęli tymczasowo pozostali ministrowie z PDL. W celu utrzymania władzy rząd musiał ciągu 45 dni uzyskać akceptację parlamentu dla obsady opuszczonych stanowisk.
13 października 2009 parlament, głosami 254 do 176, uchwalił wotum nieufności wobec mniejszościowego rządu Emila Boca. Głosowanie nad odwołaniem gabinetu odbyło się na wniosek opozycyjnej Partii Narodowo-Liberalnej (PNL) oraz Demokratycznego Związku Węgrów w Rumunii (UDMR).
Emil Boc miał pełnić funkcję premiera do czasu sformowania nowego gabinetu. Jednak w październiku i listopadzie 2009 niepowodzeniem zakończyły się dwie próby powołania rządu, co spowodowało kryzys polityczny w kraju, który dodatkowo zbiegł się kampanią wyborczą przed wyborami prezydenckimi. Dwaj kandydaci na premiera zaproponowani przez Traiana Băsescu, Lucian Croitoru i Liviu Negoiță, nie uzyskali akceptacji parlamentu, zdominowanego przez partie opozycyjne. Kandydaturę pierwszego z nich odrzucono w głosowaniu, a do głosowania nad kandydaturą drugiego nawet nie doszło. Sytuacja zawieszenia uległa rozwiązaniu dopiero po wyborach. 17 grudnia 2009, wybrany na drugą kadencję, prezydent powierzył raz jeszcze misję utworzenia rządu Emilowi Bocowi. Oznajmił, że nowy gabinet zdoła uzyskać wotum zaufania w parlamencie, gdyż poparcie dla niego zadeklarował UDMR, deputowani mniejszości narodowych oraz parlamentarzyści niezrzeszeni.
23 grudnia 2009 obie izby parlamentu, głosami 276 do 153, zatwierdziły nowy rząd dotychczasowego premiera. W jego skład weszli politycy z PDL, UDMR oraz niezależni. Głównym wyzwaniem dla gabinetu stało się wyprowadzenie kraju z kryzysu gospodarczego i opracowanie budżetu na kolejny rok, uwzględniającego założenia MFW, w tym zmniejszenie deficytu. W 2009 Międzynarodowy Fundusz Walutowy udzielił Rumunii pomocy finansowej w postaci kredytu w wysokości 20 mld dolarów amerykańskich. W zamian rząd zobowiązał się do zmniejszenia deficytu budżetowego i zrównoważenia finansów państwa. W tym celu ograniczył wydatki budżetowe, m.in. wydatki na pomoc społeczną, zmniejszył wynagrodzenia w sektorze publicznym, zawiesił rewaloryzację rent i emerytur oraz podniósł podatki, w tym podatek VAT do 24%.
Polityka oszczędnościowa rządu doprowadziła do zaostrzenia nastrojów społecznych, a w rezultacie spowodowała wybuch protestów. 12 stycznia 2012 na ulice Bukaresztu wyszły tysiące demonstrantów, sprzeciwiających się początkowo zmianom w służbie zdrowia. W kolejnych dniach protesty przybrały na sile i odnosiły się już do całej polityki rządu, korupcji i złej sytuacji gospodarczej państwa. Demonstracje przerodziły się w starcia z policją, w wyniku których rannych zostało kilkadziesiąt osób. Protestujący domagali się dymisji całego gabinetu. 24 stycznia 2012 zdymisjonowany został minister spraw zagranicznych Teodor Baconschi za wygłoszenie nieprzychylnego komentarza pod adresem demonstrujących. 6 lutego 2012 Emil Boc podał się do dymisji, a obowiązki premiera przejął minister sprawiedliwości Cătălin Predoiu. Jeszcze tego samego dnia prezydent powierzył misję sformowania nowego rządu Mihaiowi Răzvanowi Ungureanu. Nowy rząd zaprzysiężony został 9 lutego 2012.

### Działalność od 2012
W wyniku wyborów samorządowych z czerwca 2012 Emil Boc powrócił na urząd burmistrza Klużu-Napoki. Słabe wyniki PDL w skali kraju spowodowały jednak, że cztery dni później zrezygnował z funkcji przewodniczącego partii. 30 czerwca 2012 nowym liderem ugrupowania został wybrany Vasile Blaga. W 2014 został członkiem PNL, do której przyłączyło się jego ugrupowanie. Ponownie wybierany na urząd burmistrza w 2016, 2020 i 2024.